# 屏边山柑
屏边山柑（学名：Capparis khuamak）为山柑科山柑属的植物。分布于中国大陆的云南等地，生长于海拔1,300米至1,400米的地区，一般生于湿润疏林中，目前尚未由人工引种栽培。